# サン・ジョーリオ・ディ・スーザ
サン・ジョーリオ・ディ・スーザ（伊: San Giorio di Susa）は、イタリア共和国ピエモンテ州トリノ県にある、人口約1,000人の基礎自治体（コムーネ）。

## 地理

### 位置・広がり

#### 隣接コムーネ
隣接するコムーネは以下の通り。
- ブルゾーロ
- ブッソレーノ
- キアノッコ
- コアッツェ
- ローウレ
- サン・ディーデロ
- ヴィッラール・フォッキアルド

## 行政

### 分離集落
サン・ジョーリオ・ディ・スーザには、以下の分離集落（フラツィオーネ）がある。
- Adret, Airassa, Arbrun, Balma, Bonetti, Bonino, Città, Cortavetto (Travers d'Aval), Durand, Garda, Garino, Grangia, Malpasso, Martinetti, Quana, Passet, Pian Vernetto, Pognant, Pois, Ravoira, Re, Travers d'Amoun, Viglietti, Grange Volpiera.